# Amarna
Amarna (tiếng Ả Rập: العمارنة, al-ʿamārnah) là một thành phố cổ xưa ở Ai Cập được xây dựng bởi pharaon Akhenaten của Vương triều thứ 18 và bị bỏ hoang ngay sau cái chết của ông vào khoảng năm 1332 TCN. Tên cổ của thành phố này được viết như Akhetaten (hoặc Akhetaton) trong phiên âm tiếng Anh. Akhetaten có nghĩa là "Đường chân trời của Aten".
Amarna nằm ở bờ đông của sông Nin, thuộc tỉnh Minya hiện nay của Ai Cập, cách thủ đô Cairo 312 km về phía nam và cách Luxor 402 km về phía bắc. Thành phố Deir Mawas nằm ngay phía tây của Amarna, trong khi phía đông là nơi tập trung của những ngôi làng hiện đại.

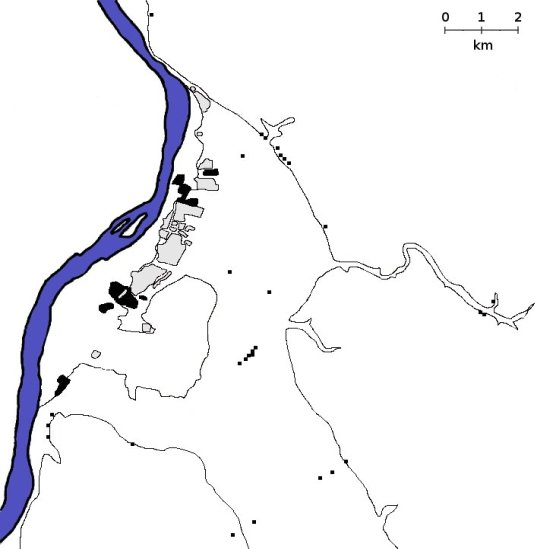
Bản đồ Amarna

Khu vực này cũng bị chiếm đóng trong thời kỳ La Mã và thời kỳ Cơ-đốc giáo xưa kia. Các cuộc khai quật ở phía nam thành phố đã tìm thấy một số cấu trúc có niên đại từ những thời kỳ này.

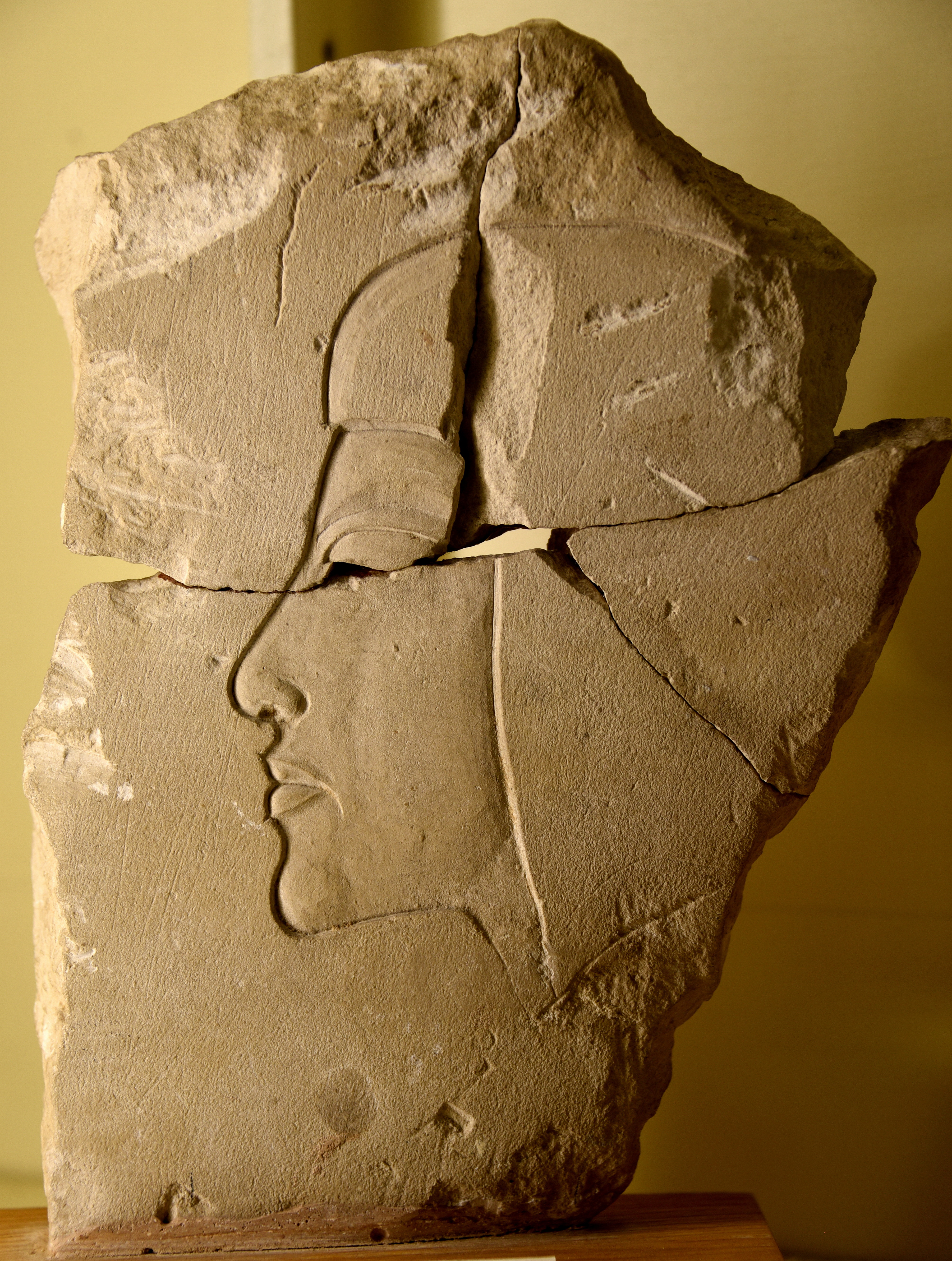
Một phù điêu bằng đá vôi miêu tả một công chúa

## Tên gọi
Tên gọi "Amarna" xuất phát từ bộ tộc Beni Amran sống trong khu vực. Cần phân biệt với Tell Amarna ở Syria, một khu vực thuộc thời kỳ văn hóa halaf ("tell" trong tiếng Ả Rập có nghĩa là "gò đất").
Nhà Ai Cập học người Anh John Gardner Wilkinson đã đến thăm Amarna hai lần vào những năm 1820 và xác định nó là Alabastron, theo những mô tả ghi chép của các học giả La Mã như Gaius Plinius Secundus và Claudius Ptolemaeus. Dù vậy, ông vẫn không chắc chắn về nhận định của mình và đề xuất rằng Kom el-Ahmar là một địa điểm thay thế.

## Thành phố của Akhetaten
Thành phố này đã từng là kinh đô mới của vua Akhenaten, người chỉ độc tôn thần mặt trời Aten. Việc xây dựng bắt đầu vào khoảng năm thứ 5 triều đại của ông (1346 TCN) và có thể hoàn thành vào năm thứ 9 (1341 TCN). Để đẩy nhanh tốc độ xây dựng, hầu hết các công trình được xây dựng từ làm từ gạch bùn rẻ tiền và được quét vôi trắng, chỉ những đền đài, cung điện mới được xây bằng đá rắn.
Phần lớn thành phố đã bị bỏ hoang sau khi Akhenaten băng hà, con trai của ông, Tutankhamun, người sau đó đã từ bỏ Amarna để quay về Thebes. Một ngôi đền của Horemheb vẫn được xây dựng tại đây, chứng tỏ Amarna vẫn còn hoạt động sau đó một thời gian. Vào thời La Mã, nơi này mới bắt đầu sầm uất trở lại.

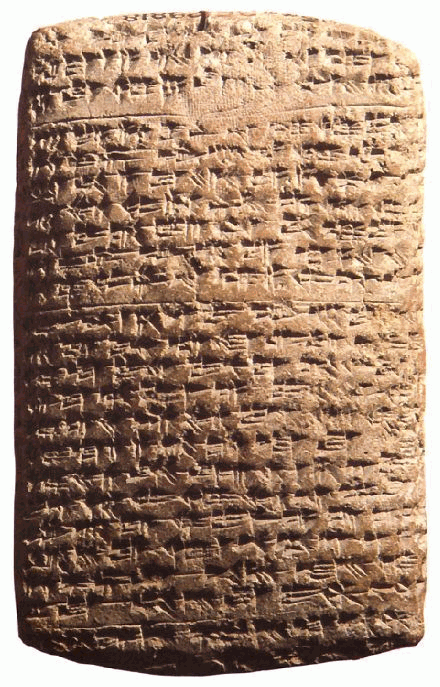
Một bức thư Amarna

Tấm bia đá đầu tiên có từ thời Akhenaten (còn gọi là Tấm bia ranh giới K), đánh dấu ngày 8 tháng IV Peret (tháng 8) năm thứ 5. Văn khắc trên đó cho biết rằng, nhà vua muốn xây dựng một số đền thờ cho thần Aten cũng như một số ngôi mộ hoàng gia cho ông, nữ hoàng Nefertiti và công chúa cả Meritaten tại đây. Trên tấm bia này, Akhenaten đã tự nhận mình là con trai của Aten.

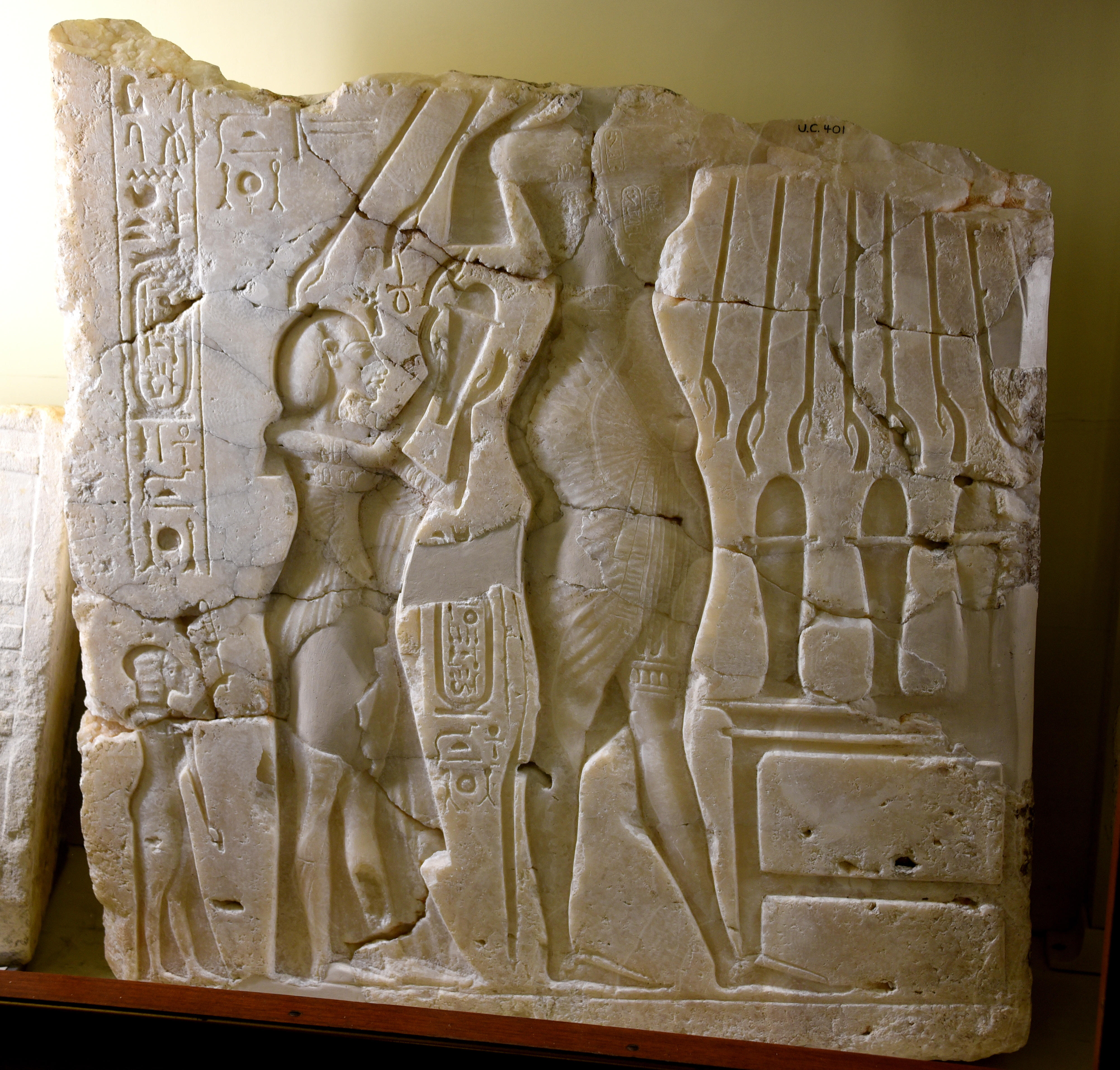
Một phù điêu tại Amarna mô tả Akhenaten, Nefertiti và Meritaten

### Vị trí
Nằm bên bờ đông của sông Nin, những công trình được xây dựng dọc theo một con đường chạy từ bắc đến nam, gọi là "Con đường hoàng gia", bây giờ được gọi là "Sikhet es-Sultan". Cung điện của hoàng gia nằm ở đầu phía bắc, gọi là "Thành phố Bắc", là trung tâm thờ cúng và cũng là nơi thiết triều của nhà vua. Nơi ở của hoàng gia được gọi là "Cung điện phía Bắc", bên ngoài cung điện này là nhà ở của các cư dân. Càng xa trung tâm cung điện, kích thước ngôi nhà càng nhỏ và trông nghèo nàn hơn.
Hầu hết các tòa nhà quan trọng và đều nằm ở trung tâm thành phố. Khu vực này có hai đền thờ: Đền thờ lớn và Đền thờ nhỏ của Aten, một dinh thự dành cho các nghi lễ hoàng gia. Phía sau dinh thự này là nơi trông coi giấy tờ của triều đình, nơi tìm thấy những lá thư Amarna.
Ở phía nam thành phố là nơi tập trung những khu ngoại ô, là nơi ở của các đại thần trong triều, bao gồm tể tướng Nakhtpaaten, tướng quân Ramose và đại tư tế của Aten tên Panehesy. Đây cũng là nơi đặt xưởng của thợ điêu khắc Thutmose, người đã tạo nên bức tượng bán thân nổi tiếng đến tận ngày nay của nữ hoàng Nefertiti. Bên cạnh đó, ông cũng tạc một số tượng của các thành viên hoàng gia khác như của vua cha Amenhotep III và sủng phi của Akhenaten - Kiya.

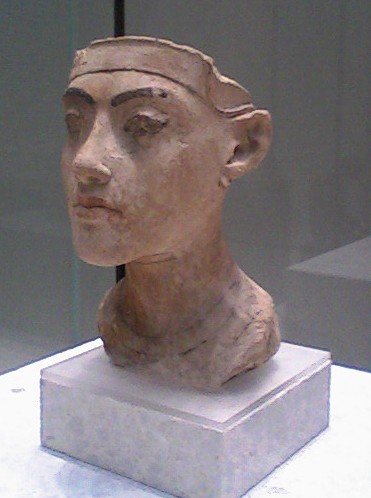
Chân dung của Tutankhamun phong cách Amarna

Xa hơn về phía nam là Kom el-Nana, nơi có một bờ tường bao quanh, được cho là dấu tích của một đền thờ mặt trời và Maru-Aten, có thể là cung điện của thứ phi Kiya, về sau bị đổi thành tên của công chúa Meritaten vì bà bị thất sủng.
Cách xa thành phố là nghĩa trang hoàng gia của Akhenaten nằm ở một thung lũng phía đông thành phố, ẩn mình trong vách núi. Chỉ có một ngôi mộ được hoàn thành và thuộc sở hữu của một bà hậu phi vô danh của ông, và một ngôi mộ được gán cho nhà vua có lẽ là thuộc về công chúa Meketaten, con gái thứ hai của ông.

## Khám phá và khai quật

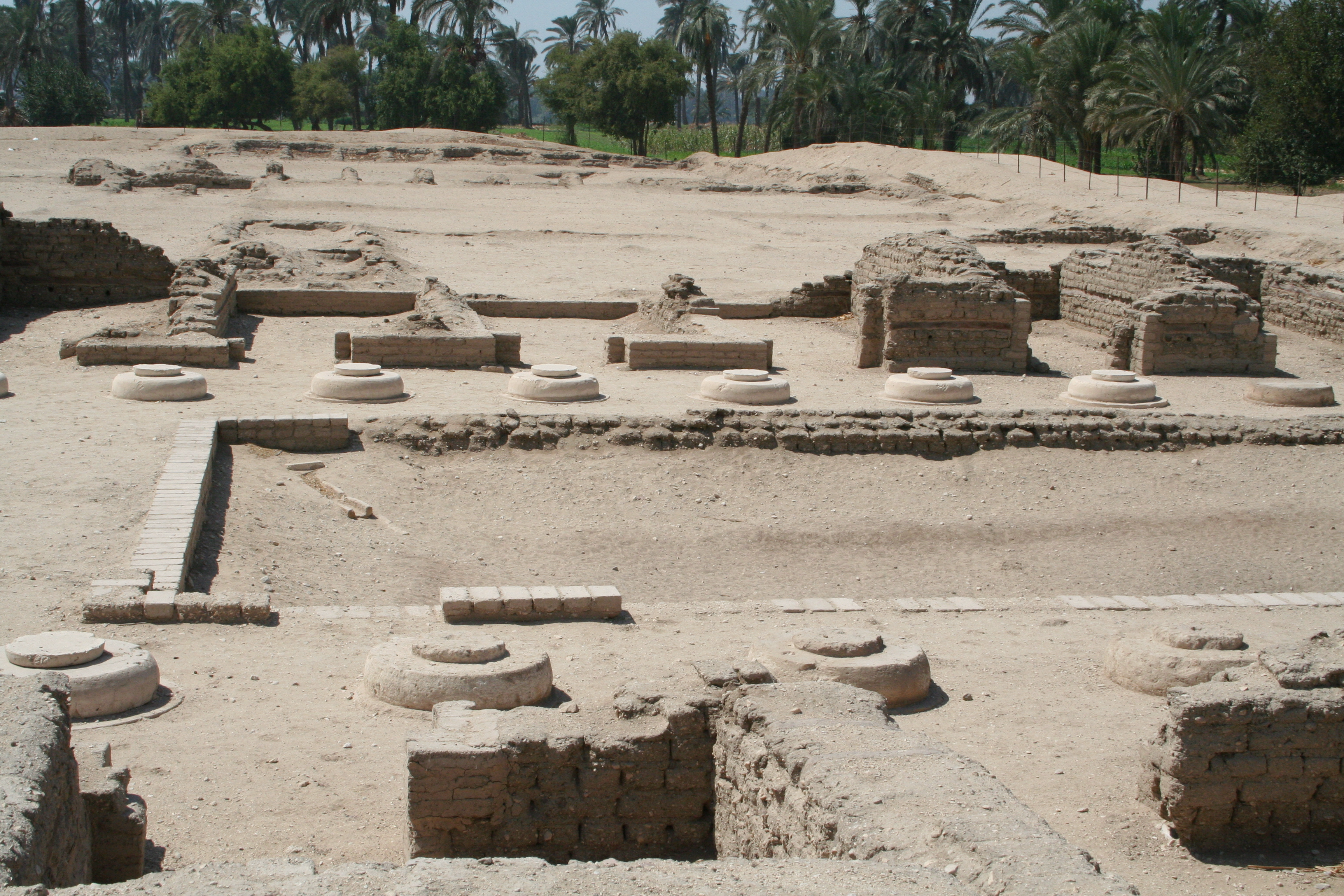
Tàn tích của Cung điện phía Bắc

Amarna được khám phá vào năm 1714 bởi Claude Sicard, một linh mục dòng Tên người Pháp khi đang du hành qua vùng thung lũng sông Nin. Napoléon sau đó đã cho thiết lập bản đồ chi tiết đầu tiên về Amarna vào khoảng thập niên 1820.
Năm 1824, John Gardiner Wilkinson tiếp tục khám phá và lập bản đồ những vùng còn lại. Tiếp sau đó, Robert Hay và G. Laver phát hiện thêm nhiều cổ mộ nằm ở phía nam và các phù điêu vào năm 1833.
Karl Richard Lepsius đã vẽ lại những tàn tích còn sót lại của thành phố vào giữa năm 1843 và 1845. Kết quả cuối cùng được công bố vào năm 1849 trong tác phẩm của ông. Giữa năm 1891 và 1892, Alessandro Barsanti và Flinders Petrie đã khai quật chủ yếu những di tích của cung điện hoàng gia, các đền đài và một số ngôi nhà.
Sau đó, họa sĩ N. de Garis Davies đã mô tả và vẽ lại những ngôi mộ và bia đá ranh giới Amarna từ năm 1903 đến năm 1908. Đầu thế kỷ 20, đoàn khảo cổ đến từ Đức, dẫn đầu bởi Ludwig Borchardt, đã khai quật rộng rãi khắp các vùng ngoại ô phía bắc và nam của thành phố. Bức tượng bán thân nổi tiếng của Nefertiti được phát hiện vào năm 1912 và được đem về Bảo tàng Neues, Berlin. Chiến tranh thế giới thứ nhất bùng nổ vào tháng 8 năm 1914 đã chấm dứt các cuộc khai quật của nhóm.
Từ năm 1921 đến năm 1936, Amarna được tái nghiên cứu, chủ yếu là cấu trúc của những đền đài và cung điện hoàng gia. Từ năm 2005 đến năm 2013, nhiều ngôi mộ được khai quật thêm, gần những ngôi mộ phía nam của giới quý tộc.